# Do diez major
Do diez major este o gamă majoră bazată pe Do♯, formată din tonurile Do♯, D♯, E♯, F♯, G♯, A♯, și B♯. Armura sa are șapte diezi. Minora relativă este La diez minor (sau enarmonic, Si bemol minor), paralela este Do diez minor, iar echivalenta sa enarmonică este Re bemol major.
Gama naturală Do diez major este:

## Compoziții
Majoritatea compozitorilor preferă să folosească echivalentul enarmonic Re bemol major, deoarece conține cinci bemoli, spre deosebire de cei șapte diezi ale lui Do diez major. Cu toate acestea, Johann Sebastian Bach a ales Do diez major pentru Preludiul și Fuga nr. 3 din ambele cărți ale The Well-Tempered Clavier. În Rapsodia maghiară nr. 6, Franz Liszt, într-un mod neobișnuit, schimbă tonalitatea de la Re bemol major la Do diez major aproape de începutul piesei și apoi înapoi la Si bemol minor. Maurice Ravel a ales Do diez major ca tonică a piesei "Ondine" din suita sa pentru pian Gaspard de la nuit. Erich Wolfgang Korngold a compus Concertul pentru pian pentru mâna stângă (Korngold), op. 17, în Do diez major.
Allegro de concierto al compozitorului spaniol Enrique Granados este scris în Do diez major. Compozitorul și pianistul canadian Frank Mills a scris și interpretat inițial hit-ul său instrumental Music Box Dancer în Do diez major; totuși, majoritatea edițiilor moderne pentru pian au piesa scrisă în Do major.
Louis Vierne a folosit Do diez major pentru Dona nobis pacem, parte din Agnus Dei din Messe solennelle în Do diez minor.